# Họ Bạch quả
Họ Bạch quả (danh pháp khoa học: Ginkgoaceae) là họ thực vật hạt trần duy nhất còn có loài sinh tồn của bộ Bạch quả (Ginkgoales). Họ này đã xuất hiện trong kỷ Jura (199,6 - 145,5 Ma) của đại Trung Sinh (251,0 - 65,5 Ma), và ngày nay đại diện duy nhất còn sinh tồn đã biết là bạch quả (Ginkgo biloba), mà vì lý do như đã nói trên, đôi khi được coi như là hóa thạch sống. Tuy nhiên, trước đây thì các đại diện của một vài chi khác cũng đã từng tồn tại.

## Các chi
- Ginkgo: Bạch quả
- Ginkgoites † (một phần)
- Grenana †

## Thư viện ảnh

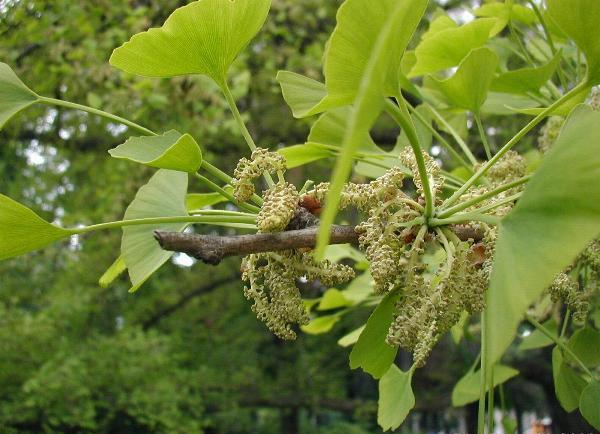
Nón phấn của bạch quả
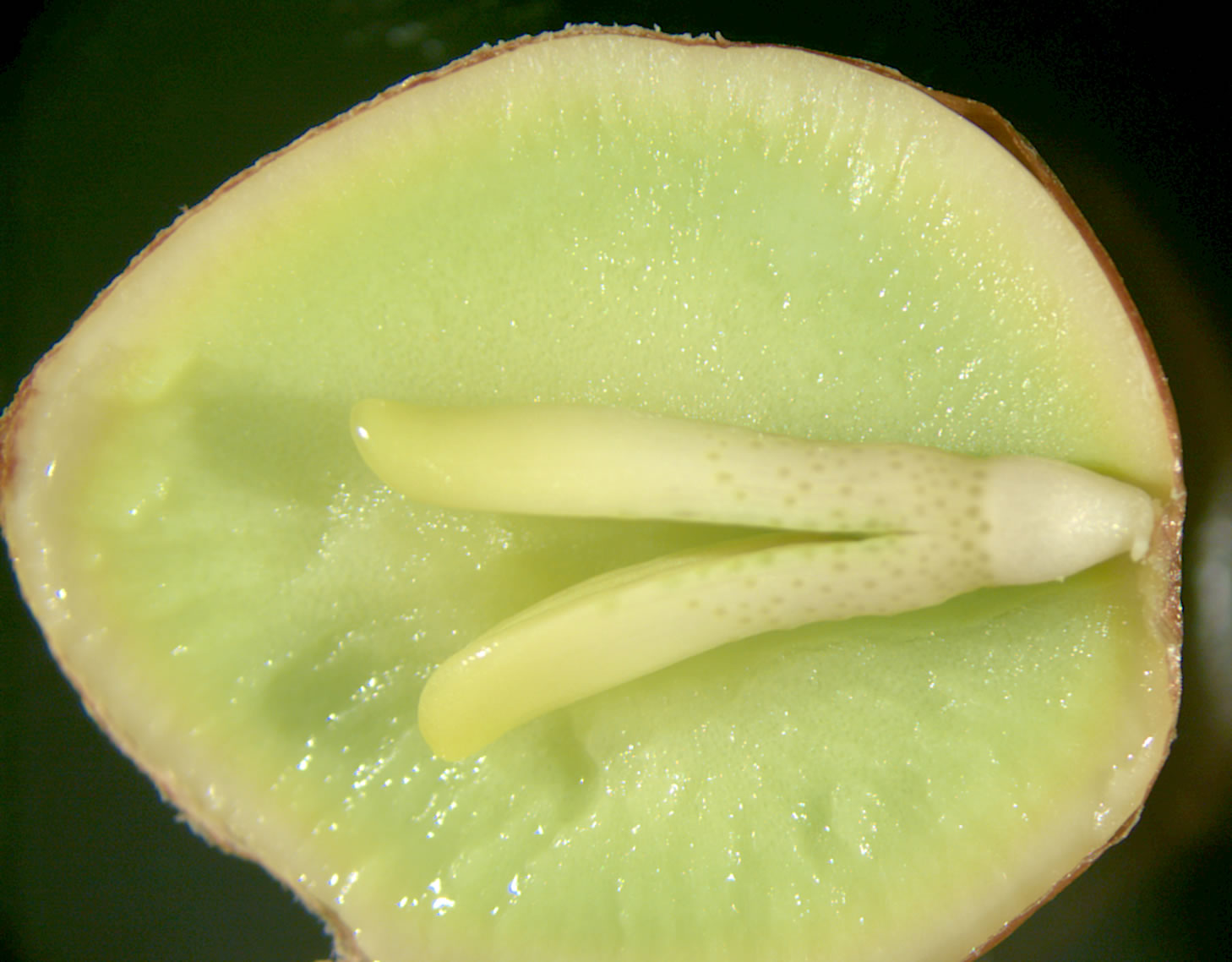
Thể giao tử cái, cắt ra từ hạt mới rụng từ cây, chứa phôi đã phát triển khá tốt
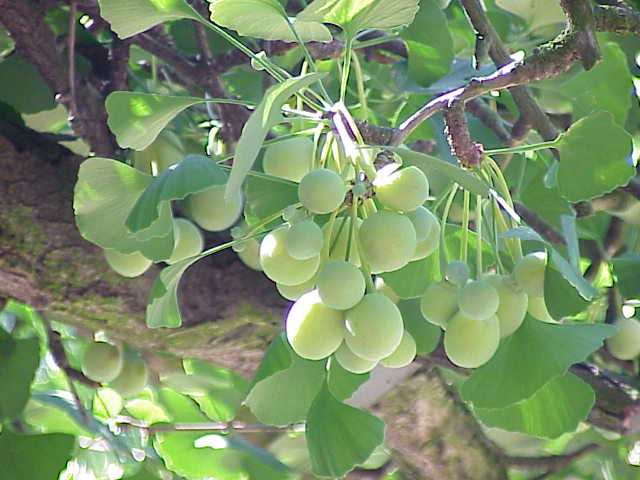
Hạt và lá bạch quả
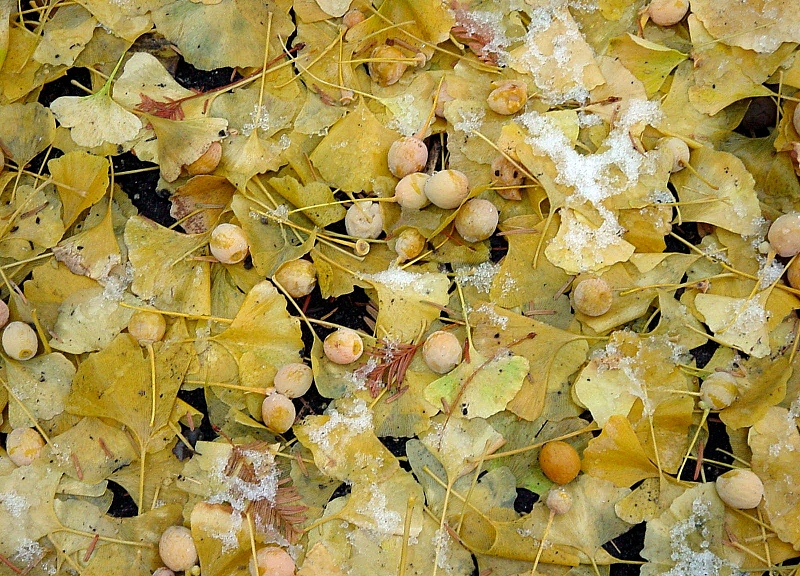
Lá và hạt về mùa thu